# رویستون، هرتفوردشر
latitudeرویستون، هرتفوردشرlongitudeرویستون، هرتفوردشر
رویستون (به انگلیسی: Royston) شهرکی در ناحیه شرق انگلستان است.
این شهرک که در شهرستان هرتفوردشر قرار دارد در سال ۲۰۱۱ میلادی ۱۵٬۷۸۱ نفر جمعیت داشته است.